# Konijntje
Konijntje is een single van het Nederlandse muziekduo AKA The Junkies uit 2008.

## Achtergrond
Konijntje is geschreven en geproduceerd door Arjuna en Willie Wartaal. Het is een lied uit het genre tech house met een Nederlandse tekst. Deze tekst gaat over een konijntje dat huppelt en wiebelt. De artiesten namen het nummer op nadat ze terugkwamen van een uitgaansavond, met, naar eigen zeggen, de intentie om een "kut-lied" te schrijven. Het lied vergaarde via de uitgaanscène en YouTube populariteit, waarna het door Giel Beelen op tijdens zijn muziekprogramma Freaknacht werd gedraaid. Hierna werd het eerst een hit in Nederland en vervolgens in België. Het is de enige hit van het duo.
Het lied werd uitgebracht op een 12-inch maxisingle, met vier verschillende remixen. Deze remixen waren door Seymour Bits, door Mason, een Hitmeister Diskonijntje remix en een remix door Melly Mel & Meikbars. Voor de single werd de originele versie ingekort van 5:16 naar 3:21 voor de radio edit.
Het nummer werd in 2017 door Lil' Kleine en Mr. Polska gesampled in hun nummer Hop hop hop.

## Hitnoteringen
Het lied stond in zowel België als Nederland hoog in de hitlijsten. Het kwam in de Vlaamse Ultratop 50 tot de derde plaats. Het stond dertien weken in deze hitlijst. De piekpositie in de Nederlandse Single Top 100 was de vijfde plek en het was veertien weken in deze lijst te vinden. In de acht weken dat het in de Nederlandse Top 40 stond, piekte het op de zesde plaats.